# Wer dreimal lügt
Wer dreimal lügt war ein Fernsehquiz. Der Titel geht auf das Sprichwort zurück: „Wer einmal lügt, dem glaubt man nicht, und wenn er auch die Wahrheit spricht.“ Das Quiz wurde im deutschsprachigen Raum in den 1970er und 1980er Jahren ausgestrahlt.

Siegermedaille der Sendung Wer dreimal lügt

## Sendung
Es wurden in jeder Folge sechs kurze Filmberichte über kuriose Gegebenheiten vorgespielt, von denen drei frei erfunden waren. Das nach Geschlechtern aufgeteilte Studiopublikum musste erraten, welche der drei Geschichten jeweils erlogen waren. Dabei entpuppten sich nicht selten sehr dubiose Darstellungen überraschenderweise als reale Tatbestände. Die Gruppe mit den meisten Treffern beim Identifizieren erfundener Beiträge erhielt die so genannte „Skeptiker-Medaille“ mit den Schriftzügen „Veritas“ (lat. Wahrheit) auf der einen und „Mendacium“ (lat. Lüge) auf der anderen Seite.

### Einzelne Länder
Die Show Wer dreimal lügt. Kein Quiz für Leichtgläubige wurde vom 26. August 1970 bis 1984 in der ARD ausgestrahlt. Die 60 Minuten langen Sendungen wurden vom damaligen Süddeutschen Rundfunk (SDR) in Stuttgart produziert. Moderatoren waren Harald Scheerer und Wolfgang Spier, Regie führte Frank Strecker. Im Dezember 2016 und Januar 2017 strahlte der NDR vier neue Ausgaben der Sendung aus. Moderator war Jürgen von der Lippe, assistiert von Annette Frier und Jürgen Vogel.
Im ORF lief die Show von 1973 bis 1977 und wurde von Günter Tolar moderiert. 2007 wurden Teile dieser Show im Fernsehen auf ORF 1 im Rahmen der Donnerstag Nacht unter dem Titel Wer 3x lügt – Remixed wiederholt.
Im Schweizer Fernsehen DRS lief diese Show auch in der Mitte der 1970er Jahre. Moderator war dort Samuel Scherrer (nicht verwandt mit Harald Scheerer).